# Marcin Milczyński
Marcin Milczyński (ur. 2 listopada 1883 w Dakowach Mokrych, zm. 26 lutego 1961 w Poznaniu) – polski polityk, poseł na Sejm I i II kadencji w II RP (1922–1930).

## Życiorys
Pochodził z wielodzietnej rodziny chałupnika Antoniego i Katarzyny z domu Perz, miał siedmioro rodzeństwa. W 1901 wyjechał pracował jako górnik do Nadrenii-Westfelii. Działał w organizacjach polonijnych, znalazł się wśród założycieli Zjednoczenia Zawodowego Polskiego (ZZP) oraz Narodowego Stronnictwa Robotniczego (NSR). Po powrocie do Wielkopolski w 1922 objął kierownictwo nad regionalnym NSR i NPR. W 1922 wybrany posłem z okręgu Poznań (reelekcję uzyskał w 1928). Po odejściu z polityki zatrudniony w browarach Huggera.
W 1937 przystąpił do Stronnictwa Pracy, w którym działał również po 1945, pełniąc obowiązki dyrektora dawnych browarów Huggera. Od 1950 należał do Stronnictwa Demokratycznego.